# Tirailleurs sénégalais

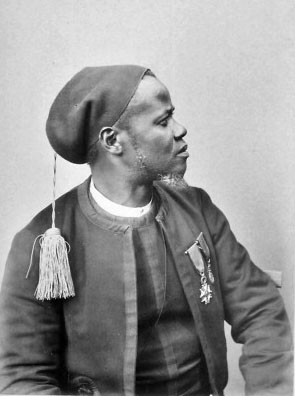
Yora Comba, 38 anni, tenente nei tirailleurs sénégalais, nato a Saint-Louis (Exposition universelle de 1889)

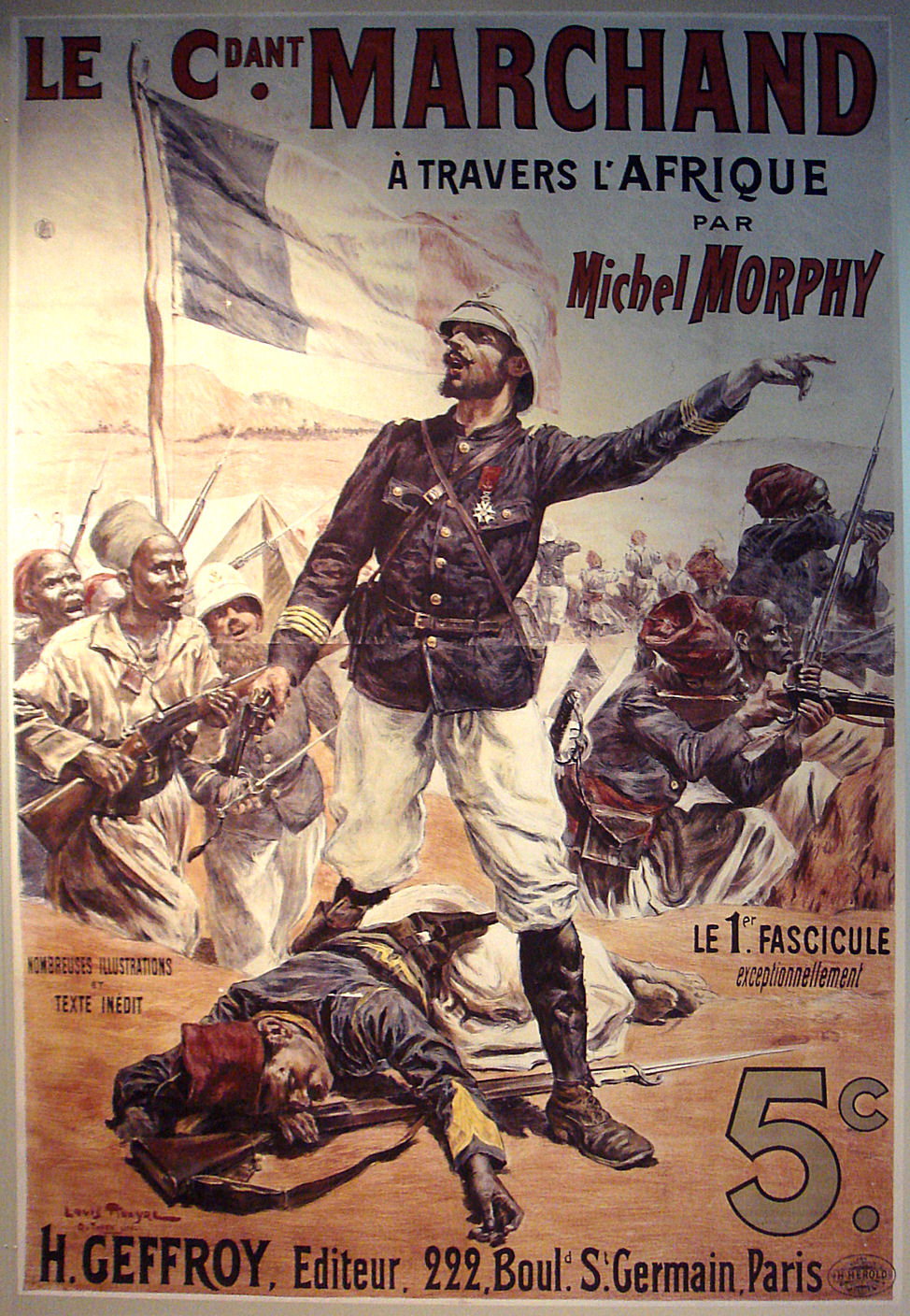
Tirailleurs sénégalais sotto il comando di Jean-Baptiste Marchand, 1898

I Tirailleurs senegalesi (in francese Tirailleurs Sénégalais) erano un corpo di fanteria coloniale dell'esercito francese. Essi vennero inizialmente reclutati dal Senegal, dall'Africa Occidentale Francese e successivamente da tutta l'Africa occidentale, centrale ed orientale: le principali regioni subsahariane dell'impero coloniale francese. Il sostantivo tirailleur, che si traduce in vari modi come fuciliere, schermagliatore o tiratore scelto, era una designazione data dall'esercito francese alla fanteria indigena reclutata nelle varie colonie e nei possedimenti d'oltremare dell'Impero francese nel corso del XIX e del XX secolo.
Nonostante il reclutamento non si limitasse al Senegal, queste unità di fanteria assunsero l'aggettivo sénégalais dal momento che fu lì che si formò il primo reggimento di tirailleur africano. I primi tirailleurs sénégalais vennero formati nel 1857 e servirono la Francia in una serie di guerre, tra cui la prima guerra mondiale (fornendo circa 200.000 soldati, più di 135.000 dei quali combatterono in Europa e 30.000 dei quali vennero uccisi) e la seconda guerra mondiale (reclutando 179.000 soldati, 40.000 dei quali schierati nell'Europa occidentale). Altri reggimenti di tirailleurs vennero reclutati nel Nord Africa francese dalle popolazioni arabe e berbere di Algeria, Tunisia e Marocco, collettivamente erano chiamati tirailleurs nord-africains o Turcos. Reggimenti di tirailleurs vennero reclutati anche in Indocina, chiamati Tirailleurs vietnamiti, tonchinesi o annamiti.

## Storia

### Le origini

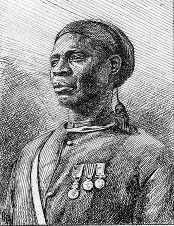
Tirailleur del popolo Bambara (Mali) (incisione, 1890)

I tirailleurs sénégalais vennero formati nel 1857 ad opera di Louis Faidherbe, governatore generale dell'Africa Occidentale francese, perché mancava di soldati francesi sufficienti per controllare il territorio e soddisfare altri requisiti della prima fase della colonizzazione. Il decreto formale per la formazione di questa forza venne firmato il 21 luglio 1857 a Plombières-les-Bains da Napoleone III. Il reclutamento venne successivamente esteso ad altre colonie francesi in Africa. Durante i suoi primi anni, il corpo comprese alcuni ex schiavi acquistati dagli schiavisti dell'Africa Occidentale e prigionieri di guerra. Il reclutamento successivo avvenne mediante arruolamento volontario o, occasionalmente, mediante una forma arbitraria di coscrizione.

### 1870–1914

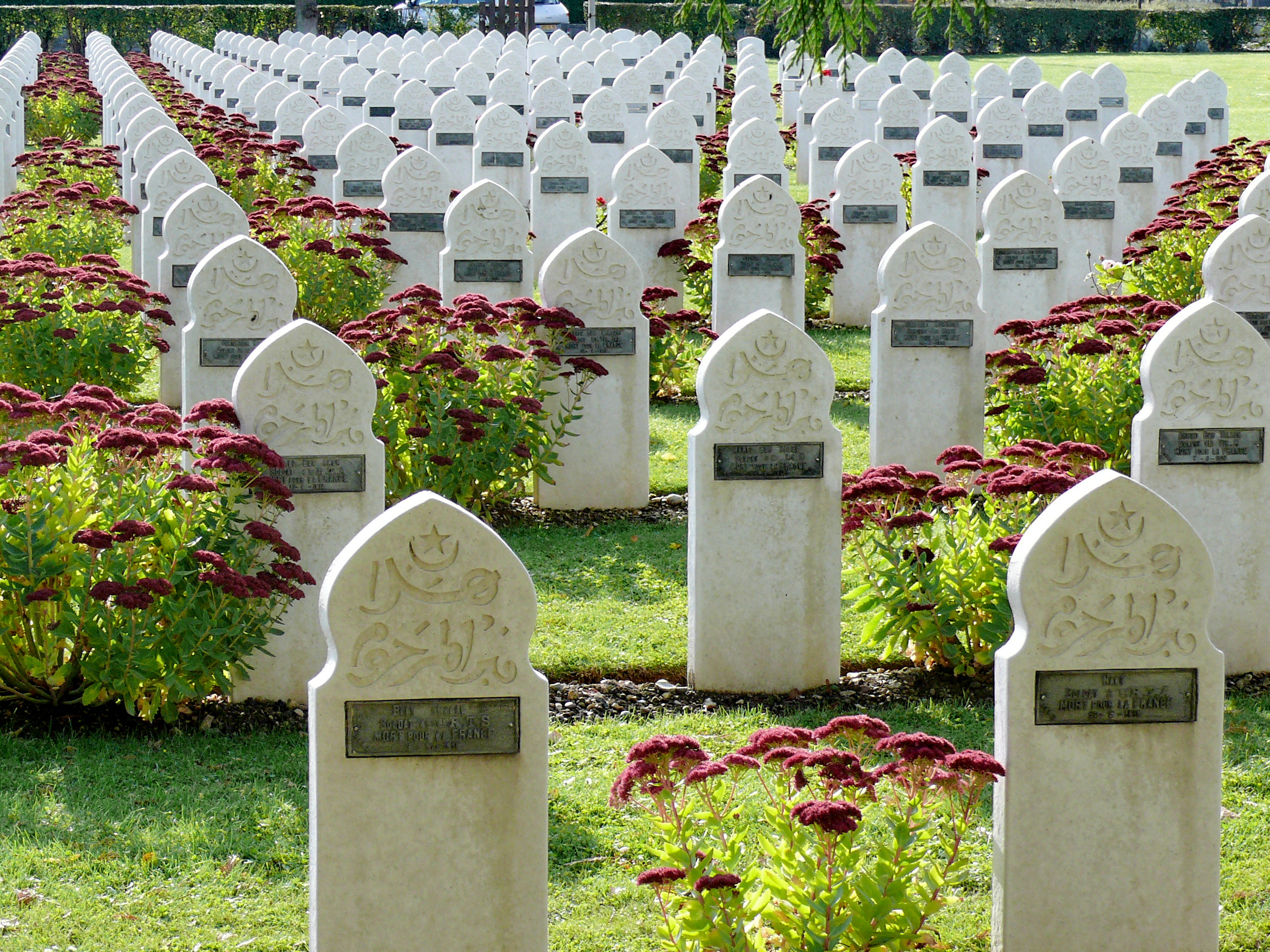
Zona musulmana del cimitero nazionale di Amiens (Saint-Acheul) - in primo piano si trova la tomba di un soldato del 45^{e} régiment de tirailleurs sénégalais ucciso nella battaglia della Somme

All'indomani della guerra franco-prussiana i tirailleurs senegalesi continuarono a fornire la maggior parte delle guarnigioni francesi in Africa occidentale e centrale. Il loro numero complessivo rimase limitato. Tuttavia, in previsione della prima guerra mondiale, il colonnello Charles Mangin descrisse, nel suo libro del 1910 La force noire, la sua concezione di un esercito coloniale francese notevolmente ampliato, mentre Jean Jaurès, nel suo L'armée nouvelle, suggerì che l'esercito francese avrebbe dovuto cercare altrove per reclutare le proprie armate, a causa del calo delle nascite nella Francia continentale.
Un distaccamento di tirailleurs sénégalais, delle dimensioni di una compagnia, prese parte alla conquista del Madagascar (1895), sebbene la maggior parte delle truppe non europee impiegate in questa campagna era composta da tirailleurs hausa ed algerini. Successivamente vennero reclutati in Madagascar i reggimenti di tirailleurs malgaches, utilizzando come modello le unità senegalesi.
Nel 1896 una piccola spedizione, costituita principalmente da 200 tirailleurs sénégalais, venne assemblata a Loango (Congo francese) sotto la guida del capitano Jean-Baptiste Marchand. Questa "Missione di Marchand" necessitò di due anni per attraversare centinaia di miglia di macchia inesplorata fino a raggiungere Fascioda sul Nilo. Qui incontrarono le truppe britanniche ed egiziane ai comandi del maggiore generale Kitchener, che aveva appena distrutto l'esercito dei Dervisci del Mahdi vicino a Khartoum. Mentre la "Crisi di Fascioda" sollevò la possibilità di una guerra tra la Francia e la Gran Bretagna, venne reso omaggio al coraggio e alla resistenza di Marchand e dei suoi tirailleurs senegalesi da entrambe le parti.
Con decreto del 7 luglio 1900 i Tirailleurs sénégalais, i Tirailleurs indochinois, i Tirailleurs malgaches e i marsouin non erano più sotto la giurisdizione del Ministero della Marina e delle Colonie, ma vennero riclassificate come Troupes coloniales, diverse dagli elementi terrestri dell'esercito francese e separate dall'Armée d'Afrique del Maghreb. Il distintivo dell'ancora delle Troupes coloniales era indossato sul colletto dal 1914 e quando l'elmetto Adrian venne adottato nella prima guerra mondiale, un'insegna con l'ancora dietro una granata fiammeggiante venne indossata dai Tirailleurs Sénégalais.
Durante i primi anni del '900 i Tirailleurs sénégalais prestarono servizio attivo nel Congo francese e in Ciad, pur continuando a fornire presidi per i possedimenti francesi in Africa occidentale e centrale. Nel 1908 due battaglioni di tirailleurs sénégalais sbarcarono a Casablanca per iniziare quasi venti anni di servizio attivo in Marocco come unità senegalesi. Il 14 luglio 1913 il 1e regiment de tirailleurs sénégalais sfilò con il suo stendardo a Longchamps, prima occasione in cui vennero viste truppe senegalesi nella Francia metropolitana. Vennero presentate nuove bandiere ai 2e, 3e e 4e RTS nella stessa parata.

### La prima guerra mondiale

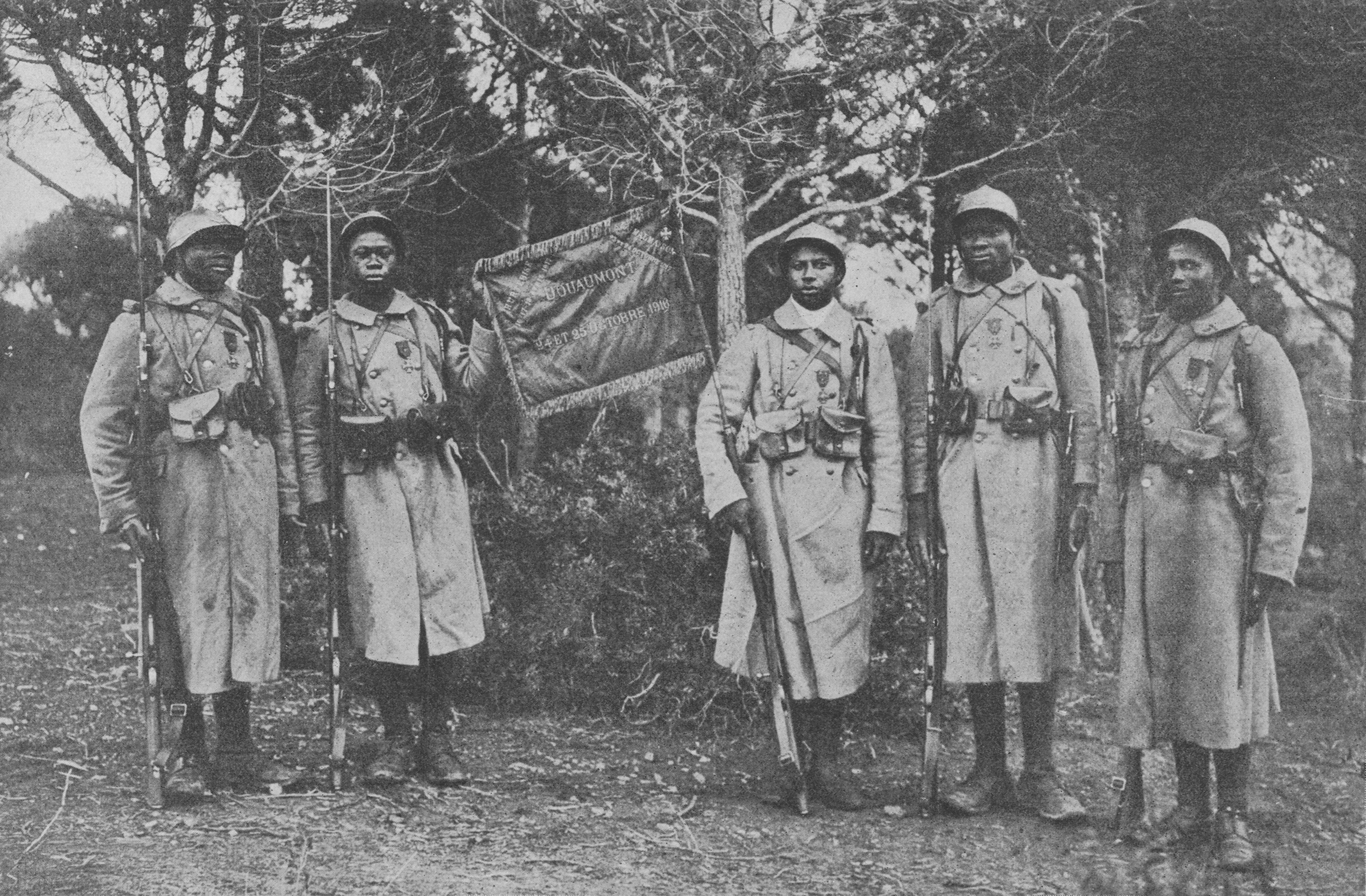
La bandiera del 43º battaglione di soldati senegalesi decorata con la fourragère

Nell'agosto 1914 l'esercito francese contemplava ventuno battaglioni di Tirailleurs sénégalais (BTS), tutti in servizio sia in Africa occidentale che in Marocco.
Con lo scoppio della guerra, 37 battaglioni di fanteria francese, nordafricana e senegalese vennero trasferiti dal Marocco alla Francia. Cinque battaglioni senegalesi servirono subito sul fronte occidentale, mentre altri fecero parte della ridotta guarnigione francese in Marocco. Il 5° BTS faceva parte di una colonna francese che venne spazzata via nei pressi di Khenifra, durante la battaglia di El Herri del 13 novembre 1914, con 646 morti. Successivamente il 10°, 13°, 16° e 21° BTS affrontarono pesanti combattimenti in Marocco, rinforzati da 9.000 tirailleurs senegalesi arruolati nell'Africa Occidentale Francese.
Sul fronte occidentale i Tirailleurs Sénégalais si distinsero servendo a Ypres e Diksmuide durante la campagna delle Fiandre alla fine del 1914, alla conquista di Fort de Douaumont nell'ottobre 1916, durante la battaglia di Chemin des Dames nell'aprile 1917 e nella battaglia di Reims nel 1918. Le perdite furono particolarmente pesanti nelle Fiandre (stimate fra 3.200 e 4.800) e a Chemin des Mains (7.000 caduti su un totale di 15.500 tirailleurs ingaggiati).
Nel 1915 sette battaglioni di Tirailleurs Sénégalais furono tra i 79.000 soldati francesi inviati ai Dardanelli come Corps expéditionnaire d'Orient. Il totale delle vittime francesi in questa campagna raggiunse i 27.000 uomini, ma la fanteria senegalese e quella coloniale regolare spiccarono per l'alto morale che mantennero nonostante le perdite, in alcune unità, raggiungessero due uomini su tre. I tirailleurs senegalesi si distinsero particolarmente anche nell'attacco durante gli sbarchi francesi iniziali sulla sponda sud dei Dardanelli.

#### La nuova campagna di reclutamento
La politica militare francese nei confronti dell'uso delle truppe africane in Europa cambiò nel 1915. L'alto comando francese si rese conto che la guerra sarebbe durata molto più a lungo di quanto inizialmente immaginato. Autorizzarono quindi un'importante campagna di reclutamento nell'Africa occidentale. Di conseguenza, tra il 1915 e il 1918 furono reclutati altri 93 battaglioni senegalesi, di cui 42 prestarono servizio nella stessa Francia. La pratica abituale era quella di riunire battaglioni di fanteria coloniale bianca (les marsouins) e tirailleurs africani in regiments mixtes coloniaux (quattro di questi reggimenti vennero formati dai sette battaglioni di tirailleurs e dai cinque battaglioni d'Infanterie Coloniale schierati a Gallipoli). Le dure condizioni della guerra di trincea furono una particolare fonte di sofferenza per i soldati africani non acclimatati e, dopo il 1914-15, venne adottata la pratica dell'hivernage: ritirarli nel sud della Francia per l'addestramento e il riequipaggiamento invernale. Nonostante le loro pesanti perdite in quasi ogni grande battaglia del fronte occidentale, la disciplina e il morale del "Corpo Coloniale" rimasero alti per tutta la guerra.
Alle commemorazioni del 90º anniversario della battaglia di Verdun, l'allora presidente Jacques Chirac fece un discorso che evocava i 72.000 combattenti coloniali uccisi durante la guerra, menzionando la "fanteria marocchina, i tirailleurs del Senegal, d'Indocina, (Annam e Cocincina) e i marsouins delle troupes de marine.

#### L'occupazione della Renania

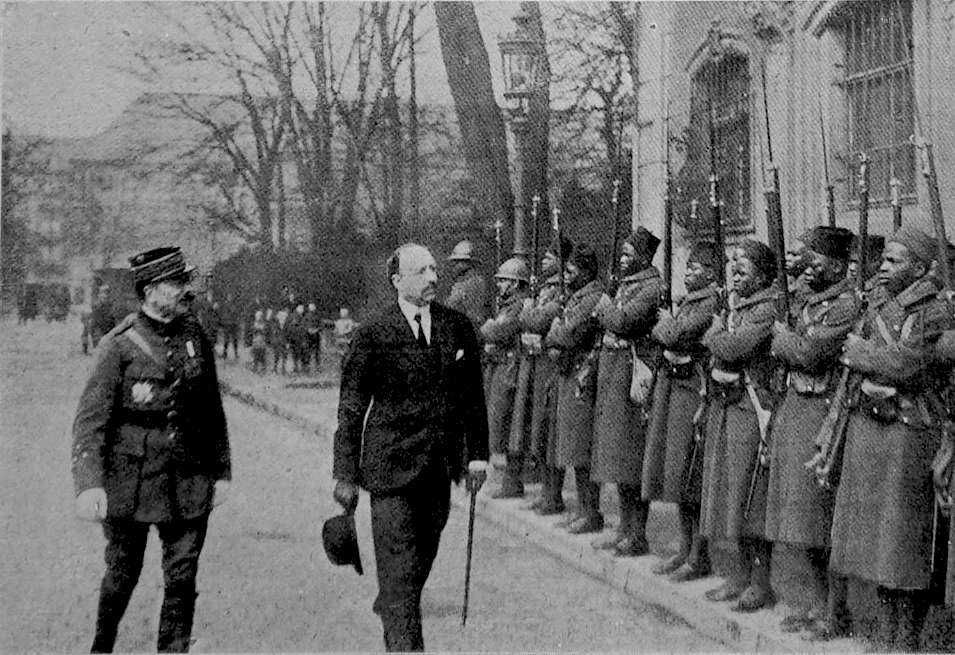
Tirailleurs senengalesi tra la Guardia d'onore ispezionata da Paul Tirard e Jean Degoutte, 8 aprile 1920

L'armistizio del novembre 1918 prevedeva l'occupazione alleata della Renania e la Francia svolse un ruolo importante. Tra 25.000 e 40.000 soldati coloniali facevano parte di questa forza d'occupazione. Vennero fatti tentativi tedeschi per screditare l'uso di soldati non europei da parte dei francesi durante questa occupazione, come era avvenuto in precedenza durante la prima guerra mondiale. Anche se non vennero prodotte prove concrete, molti attivisti affermavano che i soldati coloniali - e i senegalesi in particolare - fossero responsabili di un numero considerevole di stupri e di aggressioni sessuali. I bambini derivanti da queste unioni vennero stigmatizzati come "bastardi della Renania" e successivamente subirono le leggi razziali naziste.

### Il periodo interbellico

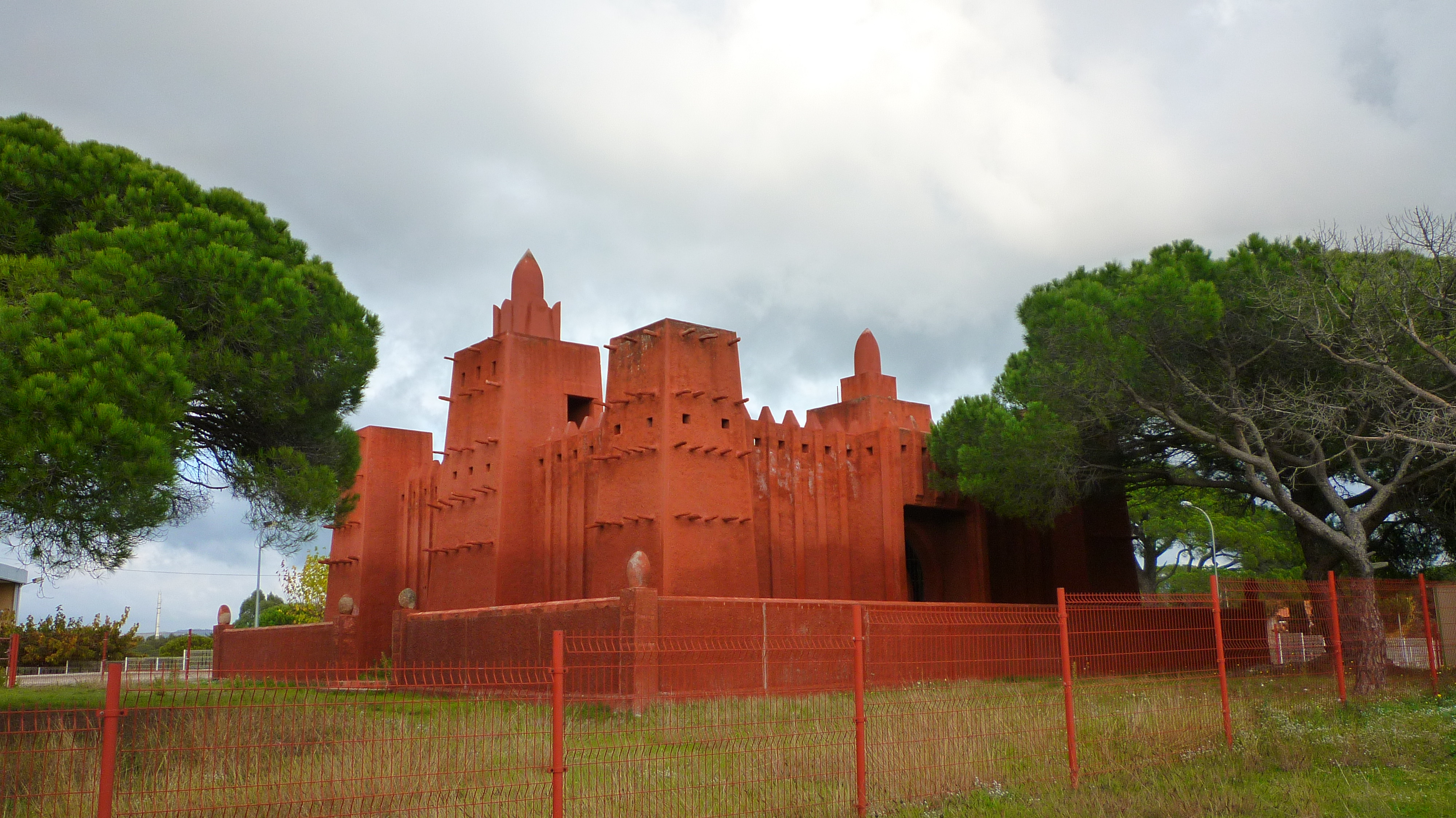
Una replica del 1930 della Grande moschea di Djenné in (Mali), costruita nella città francese di Fréjus per ad uso dei soldati coloniali

Durante la guerra, la guarnigione francese in Marocco, molto ridotta, era composta in gran parte da battaglioni di Tirailleurs Sénégalais, che non vennero influenzati dalla lealtà divisa dei soldati reclutati sul posto e che potevano essere più prontamente risparmiati dal servizio sul fronte occidentale rispetto alle truppe francesi. Il 13 aprile 1925 la guerra del Rif si estese al Marocco francese quando ottomila combattenti berberi attaccarono una linea di avamposti francesi recentemente stabiliti nel territorio conteso a nord del fiume Ouerghala. La maggior parte di questi avamposti era tenuta da tirailleurs senegalesi e nordafricani. Entro il 27 aprile 1925 39 posti su 66 erano caduti, e le loro guarnigioni massacrate, o erano stati abbandonati. Di fronte a quella che era diventata una grande guerra, i francesi aumentarono le loro forze in Marocco a circa 100.000 uomini. I tirailleurs dell'Africa occidentale continuarono a svolgere un ruolo importante nelle successive operazioni sia nel protettorato spagnolo (fino al 1926) che nel sud del Marocco (fino al 1934). In uno dei tanti scontri, il 2º Battaglione del 1º Reggimento Tirailleurs Sénégalais ottenne 91 menzioni al coraggio durante i combattimenti intorno ad Ain-Gatar il 22 giugno 1926.

### Seconda guerra mondiale

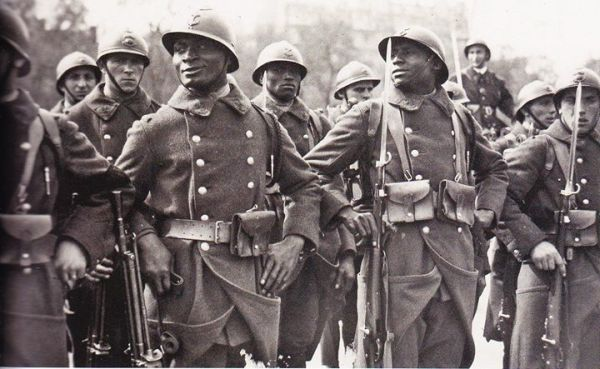
Tirailleurs senegalesi in servizio in Francia, 1934

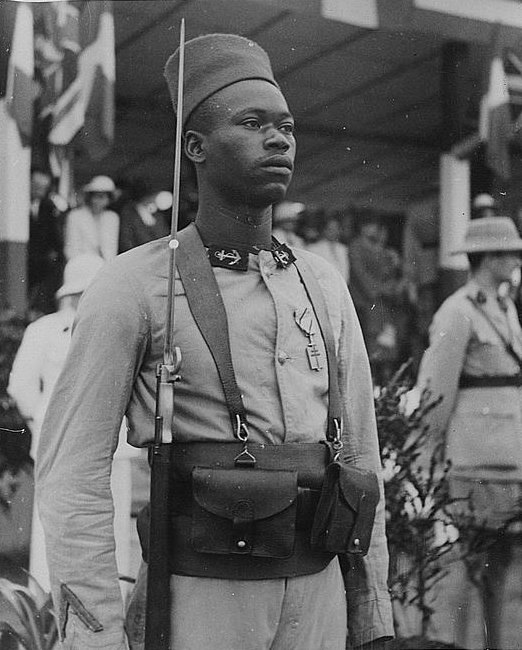
1942, Brazzaville, Africa Equatoriale Francese. Un tirailleur viene insignito con la Croce della Liberazione dal generale Charles de Gaulle

Alla vigilia della seconda guerra mondiale, cinque reggimenti di Tirailleurs Sénégalais erano di stanza in Francia oltre a una brigata con base in Algeria. La 2e division coloniale sénégalaise venne schierata permanentemente nel sud della Francia a causa della potenziale minaccia dall'Italia. Si pensava anche che il clima fosse più adatto ai soldati africani. Questo schieramento di Tirailleurs, al di fuori delle loro regioni di reclutamento e di servizio tradizionale in tempo di pace, sorse a causa delle pesanti perdite della prima guerra mondiale. Ciò aveva influito di oltre la metà sul numero di metropolitani francesi nella fascia di età del servizio militare dai venti ai venticinque anni. Fino a 200.000 tirailleurs furono attivi durante la guerra, costituendo circa il 9 % delle forze francesi.
Durante la campagna di Francia le unità di tirailleurs senegalesi ed altre unità africane prestarono servizio con distinzione a Gien, Bourges e Buzancais. Le truppe tedesche, cui erano state inculcate le dottrine razziali naziste, espressero indignazione per aver combattuto contro avversari "inferiori". A Montluzin i prigionieri senegalesi vennero giustiziati dai loro carcerieri tedeschi.
I tirailleurs senegalesi prestarono servizio esteso in Africa occidentale, in Italia e in Corsica. Durante il 1944 contribuirono nella liberazione della Francia meridionale. La 9ª DIC (Divisione fanteria coloniale) includeva il 4º, il 6º ed il 13º Reggimento di tirailleurs senegalesi nel corso di una campagna che li portò da Tolone fino al confine svizzero tra l'agosto ed il novembre del 1944.
Dopo la liberazione della Francia, i tirailleurs conclusero il loro servizio in Europa. Essi vennero rimpiazzati da volontari francesi appena reclutati su ordine di Charles de Gaulle. Questo processo divenne noto come blanchiment. Di fronte alle restrizioni americane sulla dimensione delle forze della Francia Libera, de Gaulle scelse d'integrare i vari gruppi partigiani (alcuni dei quali condotti dai comunisti) all'interno della struttura dell'esercito ufficiale. Il complesso processo di congedo e rimpatrio dei tirailleurs, unito al rifiuto della Francia di pagare gli arretrati salariali a causa dei prigionieri di guerra rilasciati, portò a diversi episodi di violenza. Il più notevole di essi fu il massacro di Thiaroye nel 1944, durante il quale i francesi uccisero tra i 35 e i 300 tirailleurs (le fonti variano). Ai tirailleurs sénégalais era stato promesso che in riconoscimento del loro servizio sarebbero diventati cittadini della Francia alla pari, questo impegno non venne mantenuto dopo la fine delle ostilità.

### Dopo il 1945

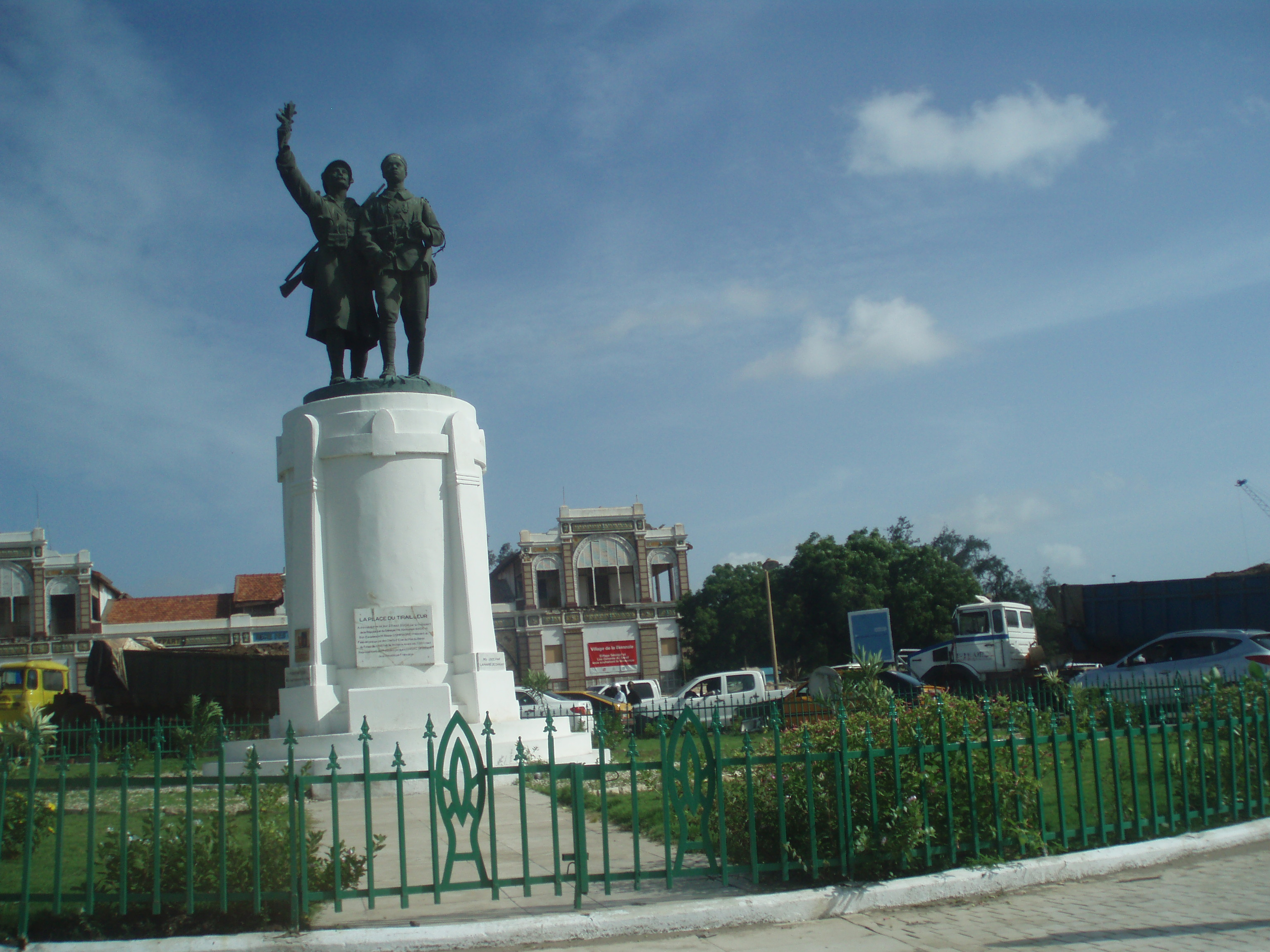
La Place du Tirailleur Sénégalais con il Monumento a Demba e Dupont davanti alla stazione ferroviaria di Dakar nel 2012.

Il 24e Regiment de Marche de Tirailleurs Sénégalais, composto da due battaglioni, servì nella guerra d'Indocina tra il 1946 e il 1954. Molti battaglioni indipendenti di Tirailleurs Sénégalais combatterono nello stesso teatro di guerra. I Tirailleurs Sénégalais costituirono fino al 16% delle forze francesi durante la guerra d'Indocina. Anche nella repressione della rivolta in Madagascar contro il dominio coloniale francese vennero coinvolti i tirailleurs. Nel 1949 c'erano ancora nove reggimenti diTirailleurs Sénégalais nell'esercito francese, in servizio in Africa occidentale, Marocco, Algeria, Tunisia ed Indocina.
Durante la guerra d'Algeria i Tirailleurs Sénégalais prestarono servizio attivo esteso tra il 1954 e il 1962, principalmente nell'ambito del quadrillage, una griglia di distaccamenti d'occupazione destinata a proteggere le fattorie e le strade nelle zone rurali. Circa 12 unità separate senegalesi (o reggimenti di tre battaglioni o singoli battaglioni) servirono nel Nord Africa francese tra il 1954 e il 1967, quando vennero ritirate le ultime truppe francesi. Nel 1958-1959 le unità di tirailleurs vennero in parte sciolte, dato che il personale africano si trasferì negli eserciti nazionali di nuova formazione quando le colonie francesi dell'Africa occidentale e centrale divennero indipendenti. Un numero considerevole di ex tirailleurs continuò a servire nell'esercito francese, ma come singoli volontari nelle unità di fanteria coloniale (precedentemente fanteria di marina) o d'artiglieria. I Tirailleurs Sénégalais persero la loro caratteristica identità storica durante questo processo. A titolo di esempio, il 1er RTS, formato nel 1857, divenne il 61º Reggimento fanteria di marina nel dicembre 1958.
L'ultima unità senegalese nell'esercito francese venne sciolta nel 1964.
L'ultimo tirailleur senegalese ad aver servito nella prima guerra mondiale, N. Abdoulaye Ndiaye, morì all'età di 104 anni nel novembre 1998. Era stato ferito ai Dardanelli.

## Uniformi
Dal 1857 al 1889 i tirailleurs sénégalais indossarono un'uniforme zuava blu scuro con calze gialle (vedi la prima foto in alto). Quest'uniforme venne sostituita da larghe tuniche blu scuro e pantaloni indossati con una fascia rossa e un fez shashia. I pantaloni bianchi erano indossati nella stagione calda e nel 1898 venne adottato un vestito di stoffa leggera da campo color cachi. Le unità senegalesi inviate in Francia nel 1914 portavano una nuova divisa blu scuro introdotta nel mese di giugno dello stesso anno sotto le giacche blu medio standard della fanteria francese. La divisa cambiò in blu cielo nel 1915 e poi nel cachi scuro universale delle forze d'oltremare francesi l'anno successivo. Nel corso di questi cambiamenti il distintivo polsino giallo e il colletto della calza vennero mantenuti, insieme al shashia (indossato con una copertura grigia per ridurre la visibilità).
Fino alla seconda guerra mondiale i tirailleurs sénégalais continuarono ad indossare le uniformi cachi descritte sopra, o in stoffa pesante o in stoffa leggera in base alle condizioni. Nelle campagne successive indossarono le stesse uniformi da campagna delle altre unità francesi, di solito con la bustina blu scuro dell'infanterie coloniale. Il fez rosso sopravvisse come oggetto di parata fino agli anni '50.

## Filmografia e Videogiochi
- Emitaï (1971) raffigura gli effetti della coscrizione su un villaggio Jola.
- Black and White in Color (1976), del regista francese Jean-Jacques Annaud, 1 ora e 30 minuti
- Camp de Thiaroye, del regista senegalese Ousmane Sembène, 1987, 153 minuti.
- Le Tata, paysages de pierres, del regista francese Patrice Robin e dell'autore Eveline Berruezo, 1992, 60 minuti.[26]
- Rafael Gutierrez e Dario Arce : Le Tata sénégalais de Chasselay : mémoires du 25° RTS. Film documentario di 52 minuti, 2007. Produzione Chromatiques- TLM, Francia.
- I Tirailleurs sono rappresentati in una campagna del gioco Battlefield V ambientata nella Francia invasa dall'esercito tedesco durante la seconda guerra mondiale.
- Tirailleurs (Father & Soldier), film del 2022 diretto da Mathieu Vadepied con Omar Sy.
- I Tirailleurs vengono rappresentati nel videogioco simulativo della prima guerra mondiale Verdun (2014).